# 莫塞特
莫塞特（法語：Mosset，法語發音：[mɔsɛt] ⓘ）是法国东比利牛斯省的一个市镇，属于普拉德区。

## 地名
该地名“Mosset”发音为[mɔsɛt]，字母“t”发音，《世界地名翻译大辞典》与《世界地名译名词典》将其误译作“莫塞”。

## 地理
莫塞特（42°40'5"N, 2°20'54"E）面积71.93 平方千米，位于法国奧克西塔尼大區东比利牛斯省，该省份为法国大陆部分最南部的省份，涵盖了北加泰罗尼亚，北起奥德省，西接阿列日省和安道尔，南与西班牙接壤，东临地中海。
与莫塞特接壤的市镇（或旧市镇、城区）包括：勒布斯凯、库诺祖尔、布尔扎讷河畔蒙福尔、拉布耶、苏尔尼亚、莫利特莱班、康波姆、里亚-锡拉克、科纳、于尔巴尼亚、诺埃德、桑萨。
莫塞特的时区为UTC+01:00、UTC+02:00（夏令时）。

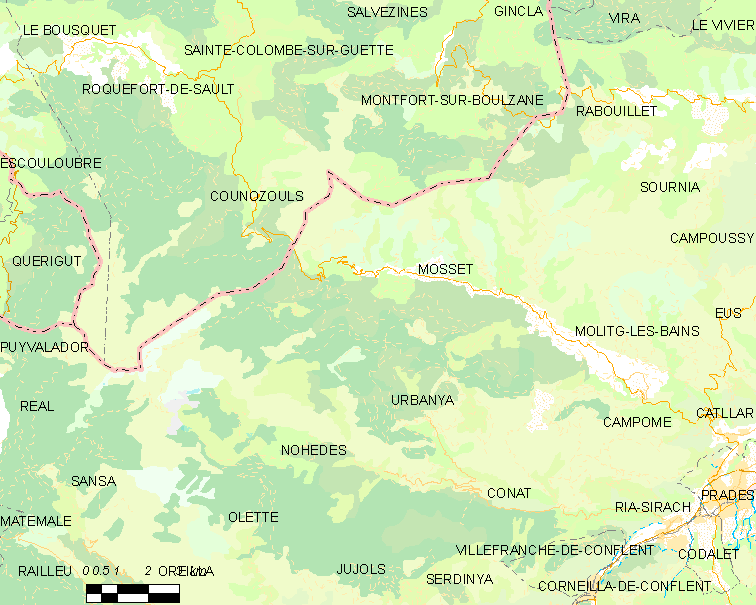
莫塞特的OSM定位图

## 行政
莫塞特的邮政编码为66500，INSEE市镇编码为66119。

## 政治
莫塞特所属的省级选区为加泰罗尼亚比利牛斯县。

## 人口

1962-2008年间莫塞特人口变化图示

莫塞特于2022年1月1日时的人口数量为313人。